# Guglielmo Koerner
Guglielmo Koerner, nom italianitzat de Wilhelm Körner, nascut a Kassel, Alemanya, el 20 d'abril de 1839 i traspassat a Milà, el 28 de març de 1925, fou un químic alemany nacionalitzat italià que destacà pels seus estudis dels compostos aromàtics.

## Biografia
Es doctorà en química a l'Institut politècnic de Gießen el 1860, on hi romangué durant tres anys fins que el 1864 anà a Gant per seguir a August Kekulé. Treballà a Bèlgica durant dos anys fins que Kekulé passà a la universitat de Bonn. En el 1867 anà treballar a Palerm, Itàlia, com ajudant de Stanislao Cannizzaro. En el 1870 fou nomenat catedràtic de química orgànica de la Scuola Superiore di Agricoltura de Milà, càtedra que mantingué fins al 1922. L'any 1900 rebé la Medalla Davy.

## Obra
L'obra científica de Koerner està relacionada amb la teoria de Kekulé sobre l'estructura dels compostos aromàtics. Estudià nombrosos derivats del benzè. També s'interessà per productes naturals presents en el piante (resveratrol, àcid aspàrtic, àcid fumàric, àcid vaníl·lic, orcina, leucina, etc.). Amb Angelo Menozzi en el 1887 sintetitzà l'asparagina.